# Daniel Garrison Brinton
Daniel Garrison Brinton (13 de maig de 1837 – 31 de juliol de 1899) va ser un arqueòleg, etnòleg i lingüista dels Estats Units, que va proposar una influent classificació de les llengües ameríndies (1891).

## Biografia
Brinton va néixer a Thornbury Township, Pennsilvània. Després de graduar-se a la Universitat Yale en 1858, *Brinton va estudiar medicina en el Jefferson Medical College durant dos anys i va passar els següents anys viatjant per Europa. Va continuar els seus estudis en París i Heidelberg. De 1862 a 1865, durant la guerra civil americana va ser cirurgià de l'exèrcit de la Unió, exercint entre 1864 i 1865, com a cirurgià cap de l'hospital general de l'exèrcit en Quincy (Illinois). Brinton va sofrir una insolació durant la tercera batalla de Chattanooga i mai va poder tornar a viatjar en temps molt calorosos. Aquesta afecció va afectar negativament a la seva carrera com etnòleg.
Després de la guerra, Brinton va practicar la medicina en West Chester (Pennsilvània) durant molts anys i va ser editor d'una publicació setmanal, el Medical and Surgical Reporter, a Filadèlfia entre 1874 i 1887; arribant a ser professor d'etnologia i arqueologia en l'Acadèmia de Ciències Naturals de Filadèlfia en 1884; i va ser professor de lingüística americanista i arqueologia en la Universitat de Pennsilvània entre 1886 fins a la seva mort.
Va ser membre de nombroses societats científiques als Estats Units i Europa i va arribar a ser president de les societats numismàtica i antiquària de Filadèlfia, del la Societat Americana del Folklore, la Societat Filosòfica Americana i l'Associació Americana per a l'Avanç de la Ciència.
Durant el seu discurs com a president de l'Associació Americana per a l'Avanç de la Ciència a l'agost de 1895, Brinton va advocar per teories relacionades amb el racisme científic molt populars en aquell temps. Tal com assenyala Charles A. Lofgrenen el llibre
| « | En el cas Plessy, encara que Brinton "va acceptar la" unitat psíquica "en tota l'espècie humana", va afirmar "totes les races 'no són dotades per igual', el que va desqualificar [alguns] dels de l'atmosfera de la il·luminació moderna." Va afirmar que alguns tenen "... una tendència innata, constitucionalment covard als codis de la civilització i, per tant, tècnicament criminal." A més, va dir que les característiques de "races, nacions, tribus ... proveeixen els únics fonaments segurs per la legislació, no nocions a priori dels drets de l'home." | » |

A més Briont va simpatitzar amb l'anarquisme els últims anys de la seva vida. L'abril del 1896, va dictar una lliçó en l'Ethical Fellowship de Filadèlfia sobre el "que busquen els anarquistes" a una audiència de simpatitzants. A l'octubre de 1897, Brinton va tenir un sopar amb Piotr Kropotkin després que el famós anarquista donés un discurs a Filadèlfia. Kropotkin havia refusat prèviament les invitacions de diverses persones de l'elit de Filadèlfia.
En ocasió d'una trobada en la seva memòria l'octubre de 1900, l'orador principal Albert H. Smyth va afirmar:
| « | A Europa i Amèrica, va buscar l'associació dels anarquistes i es barrejava de vegades amb els descontentaments del món per poder apreciar les seves queixes, i sospesar les seves propostes per a la reforma i el canvi. | » |

## Obres
De 1868 a 1899, Brinton va escriure molts llibres, una gran part dels quals foren pamflets, fullets, discursos i articles de revistes. Les seves obres inclouen::
- A study in the native religions of the western continent.
- Library of Aboriginal American Literature. No. VIII
- american authors and their productions
- Nagualism, A Study in Native American Folk-lore and History (1894)
- Ancient nahuatl poetry
- The Myths of the New World (1868), un intent d'analitzar i correlacionar científicament la mitologia dels indis americans
- The Religious Sentiment: its Sources and Aim: A Contribution to the Science and Philosophy of Religion (1876)
- American Hero Myths (1882)
- The Annals of the Cakchiquels (1885)
- The Lenâpé and their Legends: With the Complete Text and Symbols of the Walam Olum (1885)
- Essays of an Americanist (1890)
- Races and Peoples: lectures on the science of ethnography (1890);
- The American Race (1891)
- The Pursuit of Happiness (1893)
- Religions of Primitive People (1897)

A més, va editar i va publicar una Biblioteca de Literatura Americana Aborigen (8 vols. 1882-1890), considerada una valuosa contribució a l'antropologia americana. Dels vuit volums, sis van ser editats pel mateix Brinton, un per Horatio Hale i un altre Albert Samuel Gatschet. la seva obra de 1885 és notòria pel paper que va exercir en la controvèrsia del Walam Olum.